# À mon tour d'briller
Albums de Zoxea
Dans la lumière
(2005)
À mon tour d'briller est le premier album solo de Zoxea, sorti le 2 février 1999.

## Genèse
Quelque temps après avoir sorti avec son groupe Les Sages Poètes de la Rue leur premier album Qu'est-ce qui fait marcher les sages ? ainsi que le EP Dans la Sono avec son collectif Beat De Boul, Zoxea, alors en pleine production du deuxième album du groupe, Jusqu'à l'amour qui sortira en juin 1998, rencontre le membre du groupe Suprême NTM Kool Shen pendant la production du premier album de Busta Flex. Le courant passant bien entre les trois rappeurs, ils décidèrent de fonder le collectif IV My People. Alors que le MC de boulogne participe aux tournées du Suprême NTM 93 Party et NTM Tour 98, Kool Shen lui propose de réaliser un album. C'est ainsi qu'en décembre 1998, sort le premier maxi de Zoxea La ruée vers le roro, sur lequel on retrouve deux sons qui seront présents sur son album: en face A le titre éponyme en collaboration avec Busta Flex (que les deux interprétaient déjà sur scène peu de temps avant sa sortie), et en face B le titre le plus célèbre du rappeur du 92, Rap, musique que j'aime, qui sera par la suite adapté en clip vidéo. L'album au nom explicite À mon tour d'briller terminé, il sort le 2 février de l'année suivante. La cover de l'album est une photo de Zoxea quand il était enfant, symbolisant le temps passé et son évolution.

## Contenu
À mon tour d'briller est un album composé de quatorze pistes (plus une cachée). À  la production, on retrouve bien entendu Kool Shen en tant que producteur exécutif, mais également Madizm qui signe l' Intro et l'Interlude (L'An 2000 approche II) ainsi que les instrus d' À mon tour d'briller, Contrôle et Chacun sa voie. Toutefois, Zoxea montre aussi ses talents non pas seulement en tant que rappeur mais aussi à la réalisation en faisant la plupart des beats de l'album avec Rap, musique que j'aime, La pression, La ruée vers le roro, Soirée d'guedin, Vengeance, Star du guetto, Y a qu'ça à faire et le track fantôme Ne te prends pas pour le seigneur. À noter que son frère des Sages po Melopheelo se manifeste également à la production en réalisant L'hymne du mozoezet (La, la, la, la, la...).
Au niveau de la partie vocale, après une intro dans un style tango où s'enchaînent des scratchs et sur lequel Zoxea annonce la couleur, Kool Shen introduit le titre éponyme et passe le relai à Zoxea qui affirme qu'il est bien déterminé et que personne ne l'empêchera de briller. On retrouve juste après le plus gros classique du rappeur: Rap, musique que j'aime, qui était déjà présent sur le maxi La ruée vers le roro. C'est sur une instru nostalgique que Zoxea parle des déboires du rap en regrettant que peu de gens la comprenne, privilégiant le profit à son respect, mais que quoi qu'il arrive, l'artiste aime cette musique comme si c'était sa femme. Changement d'atmosphère sur la piste suivante où le rappeur épaulé par Kool Shen constate que trop de jeunes perdent de plus en plus le Contrôle. Arrive ensuite La pression. Sur une prod assez sombre, le MC décrit la vie rythmée par "la pression constante". S'enchaine alors une improvisation live où Zoxea démontre sur scène qu'il est l'un des meilleurs dans ce domaine. S'ensuit en toute logique l'égotrip La ruée vers le roro dans lequel l'auteur-compositeur-interprète en compagnie de Busta Flex se déchaine techniquement sur l'instrumental et où Busta enchaine les allitérations et assonances en décomposant la première partie de son blase en posant successivement le B, le U, le S, le T et le A.
Ça continue un peu plus tranquillement avec Melopheelo en featuring, où le rappeur de IV My People complètement saoul raconte de façon humoristique une Soirée d'guedin. L'ambiance "alcoolo" se poursuit sur un interlude totalement déjanté ainsi que sur l' Hymne du mozoezet, titre où l'artiste effectue une sorte d'égotrip en étant "déchiré". Puis, une multitude de MCs provenant du Beat De Boul, Don Choa de la Fonky Family, I.M.S, LIM, Pass Partoo et Nysay composé des rappeurs Salif et EXS, accompagnent Zoxea pour une Vengeance. C'est ensuite dans un autre climat, sur une instru très mélancolique, que Zoxea annonce que tout le monde ne peut pas faire ce qu'il veut et que dans la vie c'est Chacun sa voie. La Star du guetto s'impose par la suite sur une instru énergique où il revendique son statut de S.D.G. Pour finir, Lord Kossity est convié sur le posé Y'a qu'ça à faire, moitié égotrip, moitié un peu plus réfléchi où les deux confrères expliquent pourquoi ils kickent tout en critiquant les jaloux. Un morceau caché conclut réellement l'album dans lequel Zoxea met en garde: Ne te prends pas pour le seigneur.
À mon tour d'briller est donc un album très varié mêlant textes profonds, tristes constats, puissants égotrips, délires réalisés dans un "état second" et bien sûr, la volonté de briller.

## Succès
Cet album a eu un franc succès aussi bien critique que commercial. Après notamment des diffusions en radio, quelques interviews de magazines, un passage à l'émission Nulle part ailleurs, une tournée nationale et un grand soutien du public, l'album devient disque d'or dix mois après sa sortie en atteignant les 100 000 exemplaires. Aujourd'hui, À mon tour d'briller est considéré comme un véritable classique et comme l'un des meilleurs albums de rap français.

## Liste des Titres
1. Intro
2. À mon tour d'briller
3. Rap, musique que j'aime
4. Contrôle avec Kool Shen
5. La pression
6. Improvisation (Live)
7. La ruée vers le roro avec Busta Flex
8. Soirée d'guedin avec Melopheelo
9. Interlude (L'an 2000 approche II)
10. Hymne du mozoezet (La, la, la, la, la...)
11. Vengeance avec Beat 2 Boul, Don Choa, I.M.S. et Nysay
12. Chacun sa voie
13. Star du ghetto
14. Y'a qu'ça à faire avec Lord Kossity + Ne te prends pas pour le seigneur (en piste cachée)

## Maxis/Singles
- La ruée vers le roro (Maxi)
- Rap, musique que j'aime (Single)
- L'hymne du mozoezet (Maxi)
- Y a qu'ça à faire (Maxi)

## Clips
- Rap, musique que j'aime
- Y a qu'ça à faire